# Kiko Bondoso
Kiko Bondoso, pseudonimo di Francisco Miguel Ribeiro Tomé Tavares Bondoso (Moimenta da Beira, 17 novembre 1995), è un calciatore portoghese, attaccante del Moreirense.

## Caratteristiche tecniche
È un'ala sinistra.

## Carriera
Dopo aver trascorso la prima parte di carriera nelle serie inferiori del calcio portoghese, il 17 ottobre 2020 debutta in Segunda Liga giocando con il Vizela l'incontro perso 2-0 contro il Mafra. Dopo aver ottenuto la promozione l'anno seguente, il 6 agosto 2021 esordisce in Primeira Liga in occasione del match perso 3-0 contro lo Sporting Lisbona.

## Statistiche

### Presenze e reti nei club
Statistiche aggiornate al 31 luglio 2021.
| Stagione        | Squadra          | Campionato      | Campionato | Campionato | Coppe nazionali | Coppe nazionali | Coppe nazionali | Coppe continentali | Coppe continentali | Coppe continentali | Altre coppe | Altre coppe | Altre coppe | Totale | Totale |
| Stagione        | Squadra          | Comp            | Pres       | Reti       | Comp            | Pres            | Reti            | Comp               | Pres               | Reti               | Comp        | Pres        | Reti        | Pres   | Reti   |
| --------------- | ---------------- | --------------- | ---------- | ---------- | --------------- | --------------- | --------------- | ------------------ | ------------------ | ------------------ | ----------- | ----------- | ----------- | ------ | ------ |
| 2013-2014       | Moimenta         | 4D              | 28         | 4          | CP              | 0               | 0               |                    | -                  | -                  |             | -           | -           | 28     | 4      |
| 2014-2015       | Moimenta         | CNS             | 26         | 1          | CP              | 1               | 0               |                    | -                  | -                  |             | -           | -           | 27     | 1      |
| 2015-2016       | Moimenta         | 4D              | 30         | 9          | CP              | 0               | 0               |                    | -                  | -                  |             | -           | -           | 30     | 9      |
| 2016-2017       | Moimenta         | CdP             | 30         | 5          | CP              | 2               | 0               |                    | -                  | -                  |             | -           | -           | 32     | 5      |
| 2017-2018       | Ferreira de Aves | CdP             | 30         | 9          | CP              | 1               | 0               |                    | -                  | -                  |             | -           | -           | 31     | 9      |
| 2018-2019       | Lusitano FC      | CdP             | 33         | 7          | CP              | 4               | 0               |                    | -                  | -                  |             | -           | -           | 37     | 7      |
| 2019-2020       | Vizela           | CdP             | 25         | 11         | CP              | 3               | 1               |                    | -                  | -                  |             | -           | -           | 28     | 12     |
| 2020-2021       | Vizela           | LdH             | 29         | 3          | CP              | 2               | 0               |                    | -                  | -                  |             | -           | -           | 31     | 3      |
| 2021-2022       | Vizela           | PL              | 4          | 1          | CP+CdL          | 0+1             | 0               |                    | -                  | -                  |             | -           | -           | 5      | 1      |
| Totale carriera | Totale carriera  | Totale carriera | 235        | 50         |                 | 14              | 1               |                    | -                  | -                  |             | -           | -           | 249    | 51     |

## Palmarès

### Club

#### Competizioni nazionali
- Campionato israeliano: 1

Maccabi Tel Aviv: 2023-2024